# Магомедов, Курбанали Магомедович
Курбанали́ Магоме́дович Магоме́дов (род. 20 августа 1953 года, с. Агвали, Цумадинский район, ДАССР, СССР) — советский и российский художник-ювелир, член-корреспондент Российской академии художеств (2012). Заслуженный художник Республики Дагестан (1998). Заслуженный художник Российской Федерации (2006).

## Биография
Родился 20 августа 1953 года, в селении Агвали Цумадинский район Республика Дагестан, живёт и работает в Махачкале.
В 1979 году — окончил Дагестанское художественное училище им. М. А. Джемала (отделение художественной обработки металла), в 1988 году — окончил Дагестанский государственный педагогический институт.
С 1991 года — член Союза художников СССР, России.
В 2012 году — избран членом-корреспондентом Российской академии художеств от Отделения декоративных искусств.
С 2005 года — председатель Дагестанского отделения Союза художников России, член комиссии по государственным премиям Республики Дагестан в области науки, техники, литературы, публицистики, искусства и архитектуры.
С 2009 года — член комиссии по народному искусству Союза художников России.
С 2012 года — председатель Государственной экзаменационной комиссии Дагестанского государственного педагогического университета художественно-графический факультет.
С 2014 года — член общественного совета при Министерстве культуры Республики Дагестан.
С 2016 года — член комиссии художественно-экспертного совета по народным художественным промыслам при правительстве Республике Дагестан.
С 2017 года — член республиканского межведомственного совета по координации деятельности центров традиционной культуры народов России.

## Творческая деятельность
Основные проекты и произведения

Шкатулка «Ракушка» (1991), Колье «Асият» (1999), «Северное сияние» (1998), браслет «Весна» (2014); женские браслеты «Джамиля» (2006), «Хабсат» (2002), «Хадижат»(2004), «Горянка» (2001), «Вдохновение» (2006), «Гранатовый» (2008), «Мой Дагестан» (2009), «Андийка» (2003), «Весна» (2004), «Северное сияние» (2006), «Елена» (2007), «Ирина» (2003), «Фатимат» (2011), «Куршская коса» (2014), «Нежность» (2012), «Талисман» (2012), «Мечта» (2000), «Северная весна» (2014); комплект женских украшений (серьги и колье) «Патимат» (2005), «Ирина» (2003), «Индира» (1997); женский пояс «Милана» (2009); комплект украшений (кольцо, серьги, колье, браслет) «Равзанат» (2010); комплект украшений (серьги, кольцо браслет) «Каспийские капельки» (2015), «Лазурная ночь» (2015), Женский пояс «Недотрога» (2016).
Произведения находятся в музеях: Дагестанский музей изобразительных искусств имени П. С. Гамзатовой, Ставропольский краевой музей изобразительных искусств, Калининградский областной музей янтаря, а также в частных коллекциях России и за рубежом.
Участник республиканских, региональных, всероссийских, международных, зарубежных выставок.

## Награды
- Медаль ордена «За заслуги перед Отечеством» II степени (2025)[1]
- Заслуженный художник Российской Федерации (2006)[2]
- Премия Правительства Российской Федерации в области культуры (совместно с Н. А. Гущиным, А. У. Грековым, за 2019 год) — за выставочный проект «Народное искусство России начала XXI века: вызовы времени»[3]
- Орден «За заслуги перед Республикой Дагестан» (2018)
- Государственная премия Республики Дагестан (2019)
- Заслуженный художник Республики Дагестан (1998)